# Litoporus pakitza
Litoporus pakitza är en spindelart som beskrevs av Huber 2000. Litoporus pakitza ingår i släktet Litoporus och familjen dallerspindlar.
Artens utbredningsområde är Peru. Inga underarter finns listade i Catalogue of Life.